# Thelypteris erubesquirolica
Thelypteris erubesquirolica là một loài thực vật có mạch trong họ Thelypteridaceae. Loài này được W.C. Shieh & J.L. Tsai miêu tả khoa học đầu tiên năm 1987.